# 尼古拉斯·屈恩
尼古拉斯·格里特·屈恩（德語：Nicolas Gerrit Kühn；2000年1月1日—）是一位德国足球运动员，自2018起效力于阿贾克斯，现时效力意甲球會科木，于场上司职前锋。

## 足球生涯

### 俱乐部生涯
屈恩出生于德国下萨克森汉诺威文斯托夫，他自幼便开始先后在小海多恩（TSV Klein Heidorn）和文斯托夫踢足球，然后又前往圣保利的青年队效力了两年。2011年，屈恩转投汉诺威96的U13梯队。在那里，他于2014-15赛季便以15岁之龄参加过两场U-17德甲联赛。至2015-16赛季，屈恩加盟RB莱比锡的U17梯队，并在该赛季U-17德甲中出场22次及射入18球。在2016-17赛季，这名前锋在13场U-17德甲中射入6球，并且已经入选了U19梯队参加当季U-19德甲联赛后半程的阵容，却因韧带和纤维性关节撕裂而被迫休战。至2017-18赛季，他成为U19梯队的主力球员，同时也随队参加欧洲青年联赛，并定期参与职业队的训练。
2018年1月16日，屈恩远赴荷兰，加盟阿贾克斯。他签署了一份期至2021年6月30日届满的合同，并首先为俱乐部的预备队效力。在名为阿贾克斯青年队的预备队中，他于2017-18赛季结束时共获得5次荷乙联赛的出场机会，并随队夺得冠军，却不具备升级资格。此外，他也多次被俱乐部的U19梯队征召使用。在2018-19赛季，屈恩于荷乙联赛共出场21次，并射入5球。此外，他在欧洲青年联赛也有6次出场（射入6球）和在冠军赛有5次出场（射入2球）。至2019年9月，屈恩在弗里茨·瓦尔特奖评选中荣膺U19组金奖。

### 国家队生涯
屈恩曾于2015年5月代表德国U15青年队出场2次。随后，他在2015年10月至2016年2月期间又5次代表德国U16出场，并射入2球。从2016年9月至2017年10月间，屈恩活跃于德国U17梯队，在12场比赛中射入7球。在他的带领下，球队参加了在印度举行的U-17世界盃，他本人则在赛事中出场3次及射入1球。从2018年4月至5月，屈恩曾两次入选德国U18（射入3球）。自2018年9月以来，他则积极参与德国U19梯队。

### 荣誉及奖项
- 荷兰足球乙级联赛冠军：2018年
- 弗里茨·瓦尔特奖：U19组金奖（2019年）
- 德国足球丙级联赛冠軍：2019–20